# Kettle (geologia)

Diferents formacions glacials (en francès) amb indicació dels kettle

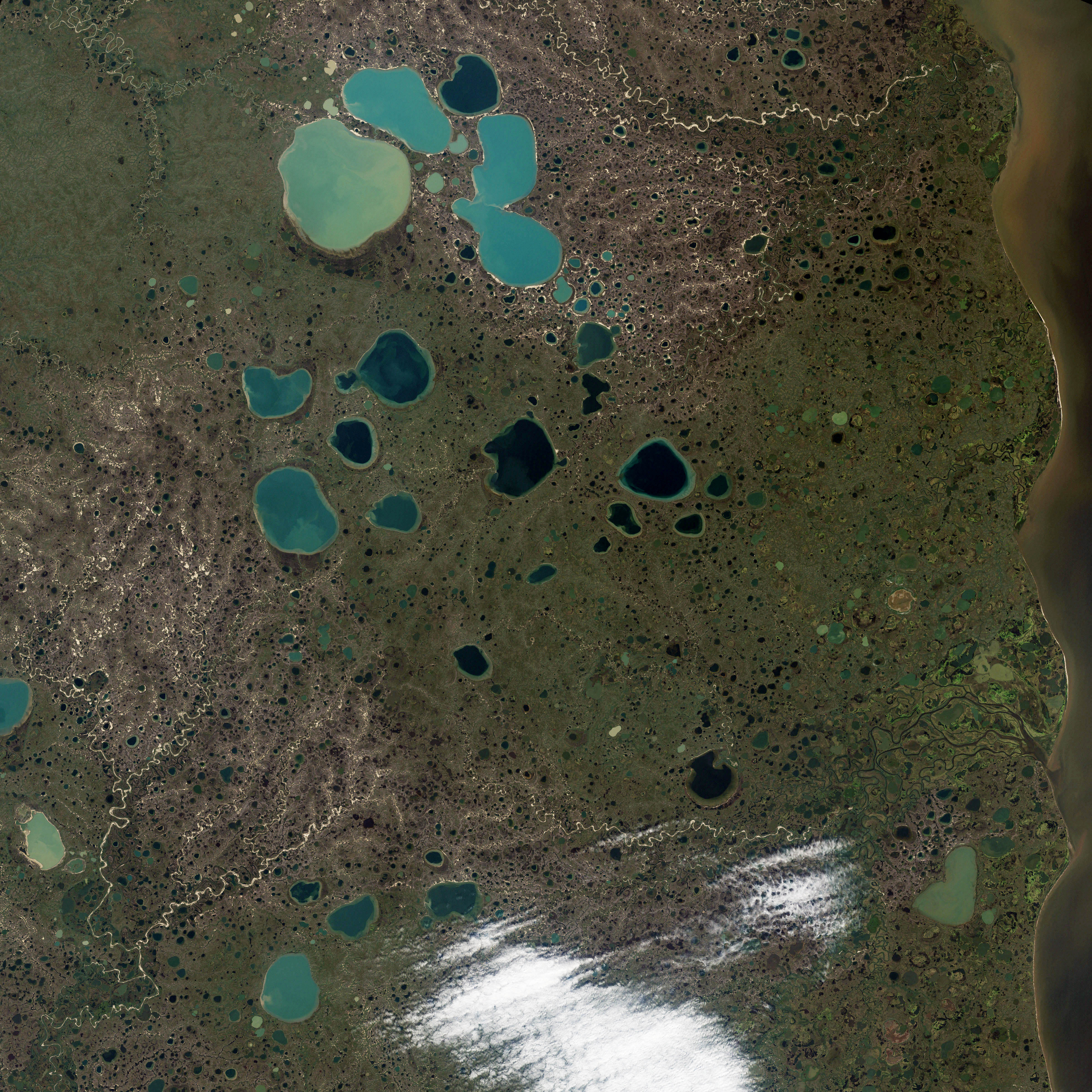
Llacs kettle a Sibèria. Els colors dels llacs indiquen la quantitat de sediments.

Un kettle (de l'anglès: 'caldera, tetera') és una formació glacial en forma de depressió geològica en dipòsits glacial més o menys circulars i de vegades omplerts d'aigua. De vegades s'anomenen «dolina glacial».
Els kettle no són rars als Alps, però en general estan dins el bosc.
No s'han de confondre amb els pingos.
Els kettle són geomorfologies fluvioglacials formades pels blocs de gel del front de les glaceres en retirada i que queden parcialment o totalment enterrats. Quan els blocs de gel es fonen els forats kettle es queden en una superfície plana formada també per la glacera. Es poden unir diversos kettle. Els forats kettle també es poden formar en fragments de roca anomenats til.
Els kettle també es poden formar per un drenatge sobtat d'un llac amb una paret de gel.
La majoria de forats kettle tenen menys de dos quilòmetres de diàmetre, però alguns són molts més grossos, com el Llac Puslinch d'Ontario (Canadà), que fa 160 hectàrees.

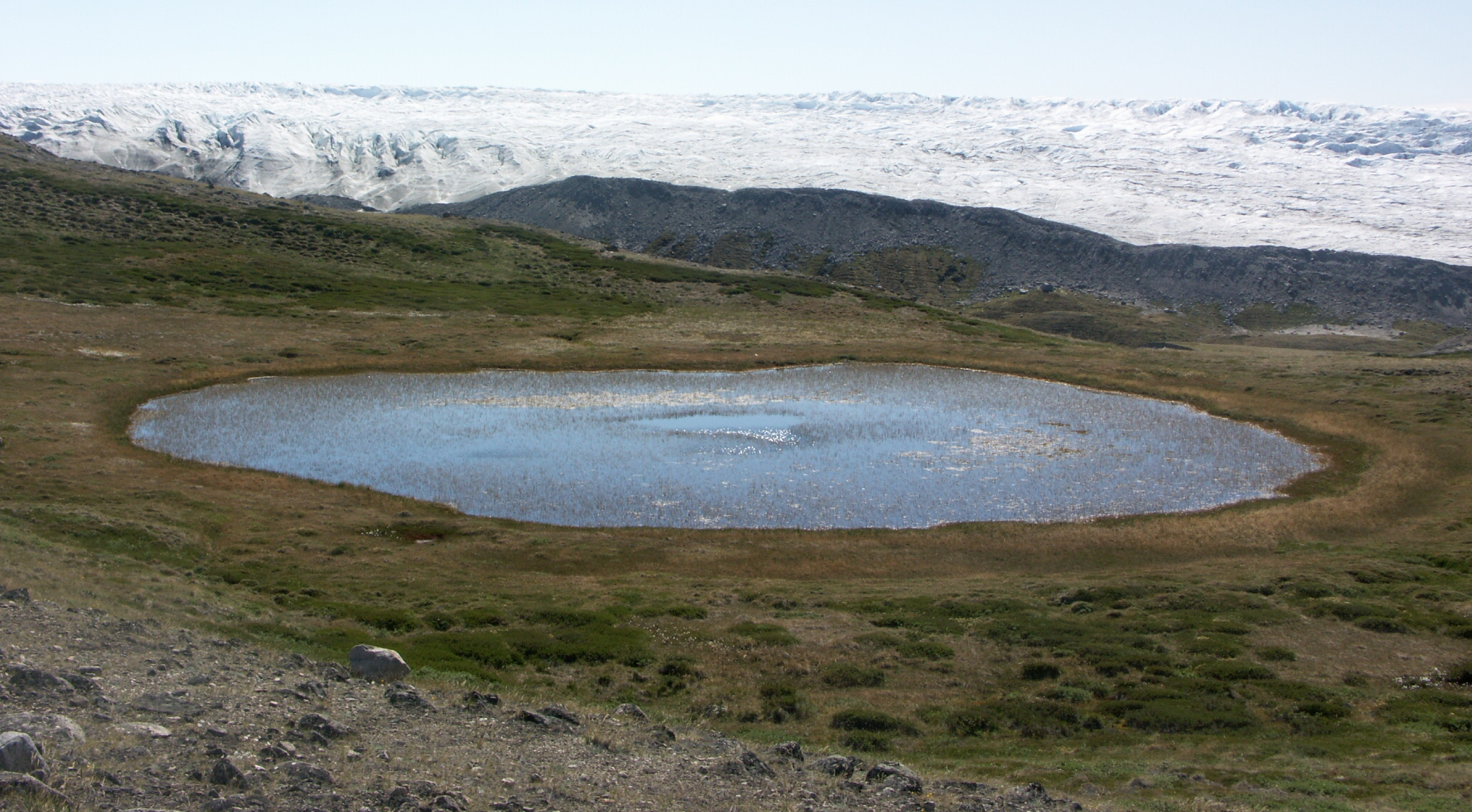
Un kettle a Isunngua, Grenlàndia

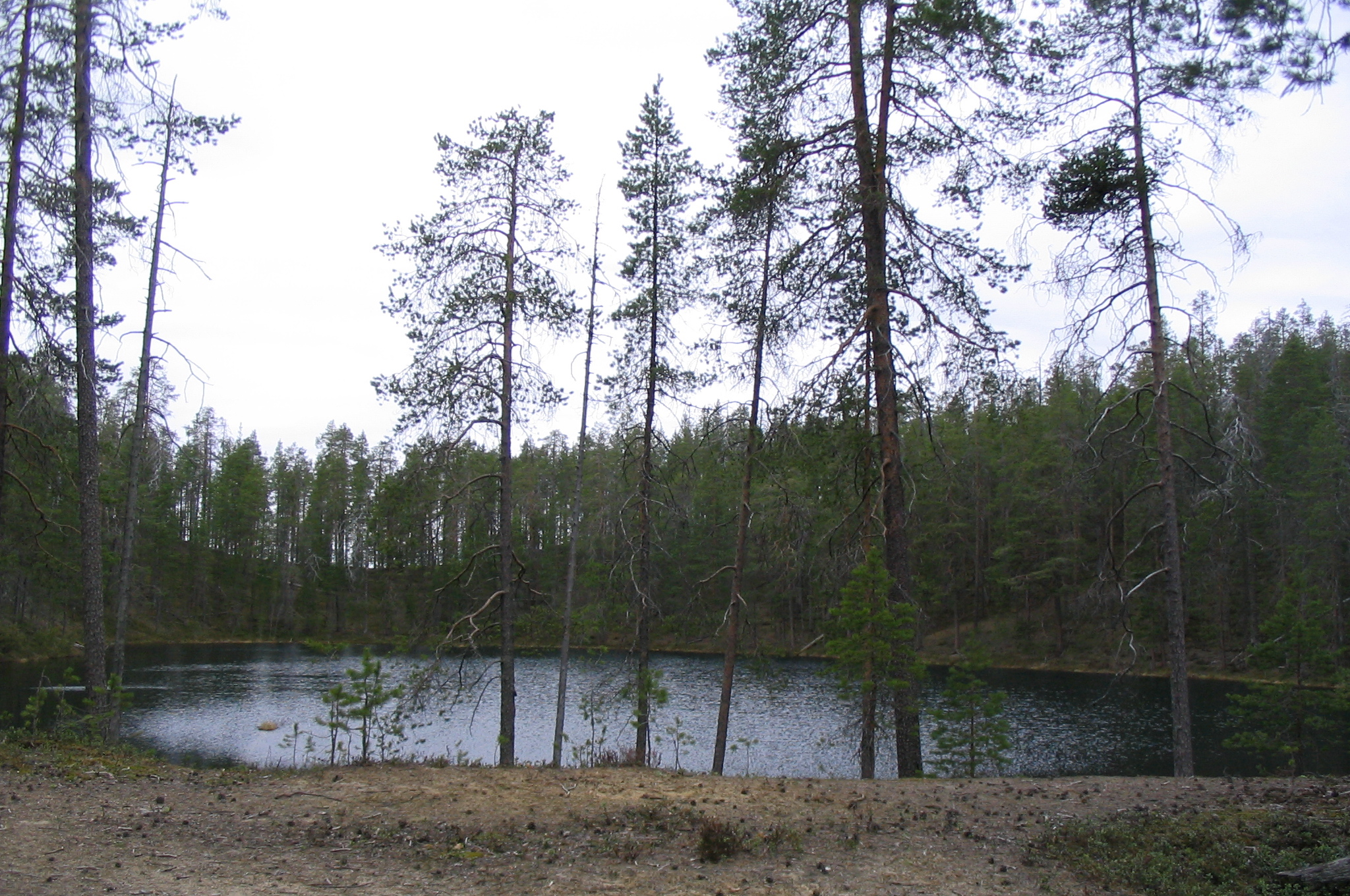
Una bassa kettle a Hossa, a Finlàndia

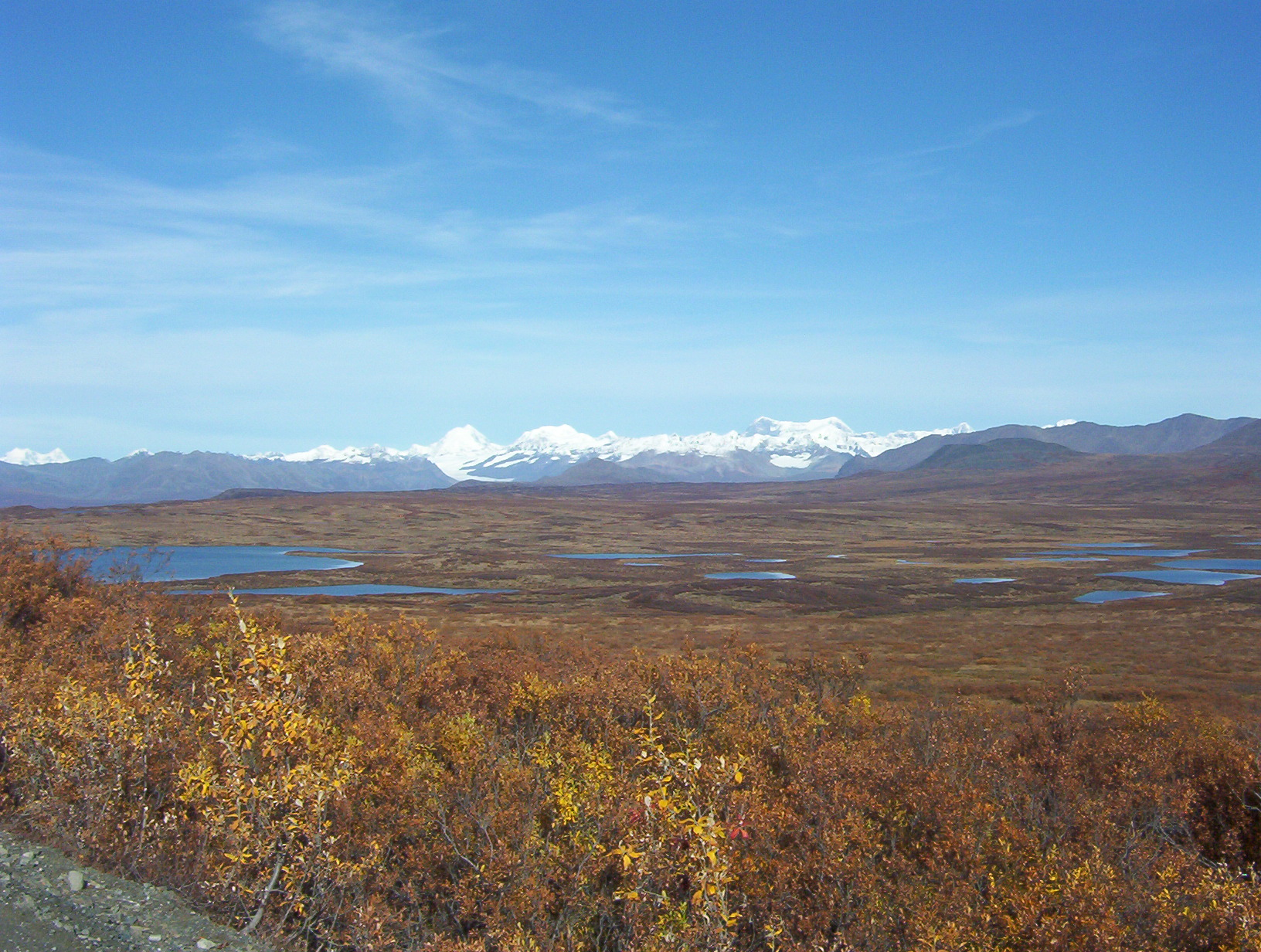
Nombrosos llacs kettle a Denali, a Alaska

La fondària de la majoria dels kettle és menor de 10 metres. En la majoria de casos els kettle acaben plens d'aigua, sediment o vegetació. Pot passar a ser un llac kettle si hi arriba aigua de rius, rierols o subterrània. També pot passar una bassa o aiguamoll kettle. Les basses kettle, si s'assequen durant l'estiu, es consideren efímeres.
Si l'aigua que reben és àcida poden convertir-se en torberes de tipus kettle. En canvi, si el terreny és calcari l'acidesa es neutralitza en gran manera.
Els kettle formen un ecosistema especial.

## Kettledel primer tipus
Es troben originats per l'avanç del front d'una glacera.
Com que la glacera transporta molts materials, com ara terra i pedres, de diferents mides, els blocs de gel es troben protegits de la fusió ràpida per aquests materials. Com que el glaç no es fon de pressa, el seu pes provoca depressions en el terreny.

## Kettledel segon tipus
Aquests kettle no es formen per l'avanç de la glacera, sinó per la glacera mateix. En aquest cas els blocs de gel, no recoberts per materials geològics, es fonen més ràpidament que el gel subjacent i donen origen a les depressions.